# NGC 2425
NGC 2425 (другое обозначение — OCL 599) — рассеянное скопление в созвездии Корма.
Этот объект входит в число перечисленных в оригинальной редакции «Нового общего каталога».
Возраст скопления составляет 2,2 миллиарда лет, находится на расстоянии 3,5 килопарсек. Вероятно, NGC 2425 имеет солнечную металличность. На диаграмме Герцшпрунга-Рассела для этого скопления виден сгусток из красных гигантов.